# Ornithoctonus costalis
Ornithoctonus costalis är en spindelart som först beskrevs av Schmidt 1998.  Ornithoctonus costalis ingår i släktet Ornithoctonus och familjen fågelspindlar.
Artens utbredningsområde är Thailand. Inga underarter finns listade i Catalogue of Life.